# George Caridia
George Aristides Caridia, també escrit George Aristides Karidias, (Calcuta, Índia britànica, 20 de febrer de 1869 − Marylebone, Londres, Regne Unit, 21 d'abril de 1937) fou un tennista britànic, guanyador de dues medalles olímpiques.

## Biografia
Va néixer el 20 de febrer de 1869 a la ciutat de Calcuta, població que en aquell moment formava part de l'Índia britànica (Imperi britànic) i que avui dia forma part de l'Índia.
Va morir el 21 d'abril de 1937 a la població de Marylebone, que avui dia forma part del Gran Londres, i està enterrat al West Norwood Cemetery.

## Carrera esportiva
Va començar a destacar tennísticament en guanyar el Campionat de Gal·les l'any 1899, un torneig que aconseguí guanyar de forma consecutiva nou vegades fins al 1909.
Va participar, als 39 anys, en els Jocs Olímpics d'Estiu de 1908 celebrats a Londres (Regne Unit), on va aconseguir guanyar la medalla de plata en la prova individual masculina interior, al perdre la final davant el seu compatriota Arthur Gore per 6-3, 7-5 i 6-4, així com una altra medalla de plata en la competició de dobles masculins interiors, fent parella amb George Simond. En aquests Jocs també participà en la prova individual exterior, perdent en quarts de final davant l'alemany Otto Froitzheim.
En els Jocs Olímpics d'Estiu de 1912 celebrats a Estocolm (Suècia) participà en la prova individual interior, on perdé en quarts de final davant el neozelandès Anthony Wilding, i en la prova de dobles fent parella amb Theodore Mavrogordato, i on perdé en primera ronda.

## Jocs Olímpics

### Individual
| Any  | Campionat                                     | Oponent     | Resultat      |
| ---- | --------------------------------------------- | ----------- | ------------- |
| 1908 | Jocs Olímpics, Londres, Regne Unit (interior) | Arthur Gore | 3−6, 5−7, 4−6 |

### Dobles
| Any  | Campionat                                     | Parella       | Oponents                    | Resultat           |
| ---- | --------------------------------------------- | ------------- | --------------------------- | ------------------ |
| 1908 | Jocs Olímpics, Londres, Regne Unit (interior) | George Simond | Arthur Gore Herbert Barrett | 2−6, 6−2, 3−6, 3−6 |